# Спортул Студенцеск
Футбольний клуб «Спортул Студенцеск» Бухарест (рум. Fotbal Club Sportul Studențesc București) — румунський футбольний клуб з Бухареста, заснований у 1916 році. Виступає у IV лізі. Домашні матчі приймає на стадіоні «Стадіонул Агрономія», місткістю 1 000 глядачів.

## Досягнення
- Ліга I
  - Срібний призер: 1985–86
- Ліга II
  - Чемпіон: 1936–37, 1971–72, 2000–01, 2003–04
  - Срібний призер: 1965–66, 1970–71, 2009–10
- Ліга III
  - Чемпіон:  1958–59
- Кубок Румунії
  - Фіналіст: 1938–39, 1942–43, 1978–79
- Балканський кубок
  - Чемпіон: 1979–80
  - Фіналіст: 1976.

## Виступи в єврокубках

### Ліга Європи / Кубок УЄФА
| Сезон   | Раунд        | Країна            | Клуб           | Вдома          | На виїзді | В сукупності    |
| ------- | ------------ | ----------------- | -------------- | -------------- | --------- | --------------- |
| 1976–77 | Перший раунд | Греція            | Олімпіакос     | 3 – 0          | 1 – 2     | 4 – 2           |
| 1976–77 | Другий раунд | Західна Німеччина | Шальке 04      | 0 – 1          | 0 – 4     | 0 – 5           |
| 1983–84 | Перший раунд | Австрія           | Штурм Грац     | 1 – 2          | 0 – 0     | 1 – 2           |
| 1984–85 | Перший раунд | Італія            | Інтернаціонале | 1 – 0          | 0 – 2     | 1 – 2           |
| 1985–86 | Перший раунд | Швейцарія         | Ксамакс        | 4 – 4          | 0 – 3     | 4 – 7           |
| 1986–87 | Перший раунд | Кіпр              | Омонія         | 1 – 0          | 1 – 1     | 2 – 1           |
| 1986–87 | Другий раунд | Бельгія           | Гент           | 0 – 3          | 1 – 1     | 1 – 4           |
| 1987–88 | Перший раунд | Польща            | ГКС Катовіце   | 1 – 0          | 2 – 1     | 3 – 1           |
| 1987–88 | Другий раунд | Данія             | Брондбю        | (дод.ч.) 3 – 0 | 0 – 3     | 3 – 3 (3 – 0 п) |
| 1987–88 | Третій раунд | Італія            | Верона         | 0 – 1          | 1 – 3     | 1 – 4           |